# 1993 en basket-ball
Chronologie du basket-ball
1992 en basket-ball - 1993 en basket-ball - 1994 en basket-ball
Les faits marquants de l'année 2006 en basket-ball

## Récapitulatifs des principaux vainqueurs de compétitions 1992-1993

### Masculins
| Europe - Allemagne : Leverkusen - British BL : Worthing Bears - Belgique : RC Malines - Bosnie-Herzégovine : - - Bulgarie : - - Croatie : Cibona Zagreb - Espagne : Real Madrid - Coupe d'Europe : Aris Salonique - Euroligue : CSP Limoges - France : CSP Limoges - Grèce : Olympiakos - Islande : - - Israël : Hapoël Galil Elyon - Italie : Knorr Bologna - Coupe Korać : Olimpia Milan - Lettonie : ASK Broceni Rīga - Norvège : - - Pays-Bas : BC Den Bosh - Pologne : Śląsk Wrocław - Portugal : Benfica - Russie : CSKA Moscou - République tchèque : USK Prague - Slovaquie : Slovakfarma Pezinok - Suède : Stockholm Capitals - Suisse : Bellinzona - Tchécoslovaquie : BK Prievidza - Turquie : Efes Pilsen Istanbul - Ukraine : Budivelnyk Kiev - Yougoslavie : KK Crvena Zvezda | Amériques - Argentine : GEPU San Luis - Brésil : Franca BC - CBA : Omaha Racers - NBA : Chicago Bulls - NCAA : North Carolina Tar Heels - Porto Rico : Leones de Ponce - Uruguay : Atlético Cordón - Venezuela : Marinos de Oriente | Afrique, Asie, Océanie - Angola : Petro Luanda - Australie : Melbourne Tigers - Coupe arabe : Gezira SC - Égypte : Gezira SC - Maroc : IR Tanger - Nouvelle-Zélande : Hutt Valley Lakers - Sénégal : ASCC BOPP |

### Féminines
| Europe - Allemagne : BTV Wuppertal - Belgique : BCSS Namur - Chypre : AEL Limassol - Espagne : CB Godella - Euroligue : CB Godella - France : Challes-les-Eaux - Hongrie : Sopron - Italie : SFT Côme - Pays-Bas : Tonego Haaksbergen - Pologne : Olimpia Poznań - République tchèque : USK Prague - Coupe Ronchetti : Lavezzini Parme - Russie : CSKA Moscou - Slovaquie : - - Slovénie : Ježica Ljubljana - Turquie : - | Amériques - Argentine : - - Brésil : - - Canada : - - NCAA : Texas Tech - Venezuela : Marinos de Oriente | Afrique, Asie, Océanie - Australie : Sydney Flames |

## Décès
- 7 juin : Dražen Petrović, joueur croate dans un accident de voiture (28 ans).